# New Zealand Ice Hockey League 2009
Die Saison 2009 war die fünfte Spielzeit der New Zealand Ice Hockey League, der höchsten neuseeländischen Eishockeyspielklasse. Meister wurden zum ersten Mal in der Vereinsgeschichte überhaupt die Canterbury Red Devils.

## Modus
In der Regulären Saison absolvierte jede der fünf Mannschaften insgesamt 16 Spiele. Die beiden bestplatzierten Mannschaften qualifizierten sich für das Meisterschaftsfinale. Für einen Sieg nach regulärer Spielzeit erhielt jede Mannschaft zwei Punkte, für ein Unentschieden einen Punkt und für eine Niederlage nach der regulären Spielzeit null Punkte.

## Reguläre Saison

### Tabelle
|    | Klub                   | Sp | S  | U | N  | Tore    | Punkte |
| -- | ---------------------- | -- | -- | - | -- | ------- | ------ |
| 1. | Canterbury Red Devils  | 16 | 14 | 0 | 2  | 133:035 | 28     |
| 2. | Southern Stampede      | 16 | 12 | 2 | 2  | 097:037 | 26     |
| 3. | Botany Swarm           | 16 | 7  | 2 | 7  | 071:070 | 16     |
| 4. | West Auckland Admirals | 16 | 3  | 2 | 11 | 040:099 | 8      |
| 5. | Dunedin Thunder        | 16 | 1  | 0 | 15 | 042:142 | 2      |

Sp = Spiele, S = Siege, U = Unentschieden, N = Niederlagen, OTS = Overtime-Siege, OTN = Overtime-Niederlage, SOS = Penalty-Siege, SON = Penalty-Niederlage

## Finale
- Canterbury Red Devils – Southern Stampede 5:4